# NGC 470
NGC 470 là một thiên hà xoắn ốc trong chòm sao Song Ngư. Khoảng cách của nó là khoảng 91 triệu ánh sáng từ Trái Đất, nó được phát hiện bởi Friedrich Wilhelm Herschel vào năm 1784. Thiên hà cũng tương tác yếu với NGC 474.